# 찬양회
찬양회는 1898년 설립된 한국의 여성 단체이다. 한국 최초의 여성 단체로 불린다.
찬양회는 부유상류층 과부들에 의해 설립되었다. 이 시기에 한국은 급속한 현대화를 거쳤고 서양의 선교사, 의사, 교사들이 한국에 들어와서 학교를 시작했는데 그곳에서 여성들을 받아들이면서 여성의 지위에 관한 새로운 개념이 확산되었다.
찬양회 회원들의 목표는 유교적 성분리로부터 여성을 자유케 하고 서양 여성들이 누리던 동일한 자유와 평등을 이룩해 내는 것이며 이들은 교육을 해당 목표 도달의 방법으로서 보았다. 이들은 정부가 여성들을 위한 학교를 시작할 수 있도록 로비를 했으며 여성들을 위한 한국 최초의 학교가 끝내 1908년 정부에 의해 설립되게 되었다.